# ピクシー・ホロウ・ゲームズ 妖精たちの祭典
『ピクシー・ホロウ・ゲームズ 妖精たちの祭典』（ピクシー・ホロウ・ゲームズ ようせいたちのさいてん、英語: Pixie Hollow Games）は、2011年11月9日にアメリカ合衆国のディズニー・チャンネルで放送されたテレビアニメ。ティンカー・ベル シリーズの一つにあたる。日本のディズニー・チャンネルでは2012年5月18日に初放送されている。
制作は、ディズニートゥーン・スタジオとプラナ・スタジオ。

## あらすじ
妖精たちの住むピクシーホロウでは年に1度、3日間に渡って、いろんな競技で各役割ごとの代表2名が競い合う「ピクシー・ホロウ・ゲームズ」が開催される。これまで植物の妖精はピクシー・ホロウ・ゲームズで勝ったことはない。植物の妖精の新人クロエが代表に立候補。ロゼッタは、こういった競技に興味が無く、土や泥が苦手で汚れるのも嫌いなため、これまでずっと逃げ回っていたが、今年はとうとう植物の妖精代表に選ばれてしまった。
1日目は偶然もあって、ロゼッタ・クロエ組が1位になる。
2日目は、汚れるのを嫌がったロゼッタのために1位を逃した。
そして3日目、ロゼッタは自分の至らなさをクロエに謝罪、競技用の衣装を身にまとい、本気で勝負することを決意。
最終決戦はカートレース。稲妻チームを先頭に植物チームは後方から追う展開でスタート。3か所ある追い抜きポイントのうち、最後の「泥マウンテン」にロゼッタは勝負を賭ける。ロゼッタとクロエは泥にまみれながらも怯むことなく挑んでいき、ついに稲妻チームを追い抜く。しかし、稲妻チームのランブルはあろうことか植物チームのカートを稲妻で破壊するという暴挙を引き起こす。ゴール目前でカートが動かなくなり、もはや優勝は無理かと思いつつも、2人はゴールに向かう。
だが、ロゼッタとクロエがゴールに着くと、クラリオン女王は本大会の優勝を植物チームと告げる。理由は、「稲妻チームはランブルしかゴールしていない」からであった。ランブルの身勝手な行為に怒ったパートナーのグリマーは、ゴールを拒否したのだ。こうして、植物チームは悲願の初優勝を遂げたのであった。その結果には、ティンクやシルバーミストたちも歓喜の雄叫びを上げるのであった。

## 主な登場人物
ロゼッタ
声 - メーガン・ヒルティ/日本語吹き替え：豊口めぐみ
本作の主人公。植物の妖精だが土や泥が苦手で、大会参加も嫌がっていたが、今年はついに選ばれることに。
クロエ
声 - ブレンダ・ソング/日本語吹き替え : 新井里美
植物の妖精。優勝を目指して日々トレーニングに励むなどやる気満々。
ランブル
声 - ジェイソン・ドリー/林勇
本作の敵役である稲妻の妖精。実力はあるが自己中心的で尊大な性格であり、パートナーからも反感を抱かれている。
グリマー
声 - ティファニー・ソーントン
稲妻の妖精。ランブルのパートナーであるが、彼のことは良く思っていない。
ファーン
声 - ゼンデイヤ/真壁かずみ？
植物の妖精。
ティンカー・ベル
声 - メイ・ホイットマン/深町彩里
もの作り妖精。フェアリーメアリーと共に選手として大会に参加。
シルバーミスト
声 - ルーシー・リュー/高橋理恵子
イリデッサ
声 - レイヴン・シモーネ/園崎未恵
フォーン
声 - アンジェラ・バーティース/坂本真綾
動物の妖精。
ヴィディア
声 - パメラ・アドロン/朴璐美
クランク
声 - ジェフ・ベネット/河本邦弘
もの作り妖精。ボブルともどもゲームの実況を務める。
フェアリー・ゲイリー
声 - ジェフ・ベネット/土師孝也
妖精の粉を管理する妖精たちのまとめ役。テレンスと2人で代表選手を務める。
ボブル
声 - ロブ・ポールセン/石田彰
もの作り妖精。クランクともどもゲームの実況を務める。
バック
声 - ロブ・ポールセン
動物の妖精。フォーンのパートナー。
フェアリーメアリー
声 - ジェーン・ホロックス/山像かおり
もの作り妖精のまとめ役。ティンカーベルと2人で代表選手も務める。
ライラック
声 - ジェシカ・ディ・シコ
植物の妖精。
ルミナ
声 - ジェシカ・ディ・シコ
光の妖精。イリデッサのパートナー。
アイヴィ
声 - カリ・ウォールグレン
植物の妖精。
ゼフィル
声 - アリシン・パッカード
高速飛行の妖精。ヴィディアのパートナー。
テレンス
声 - ジェシー・マッカートニー/細谷佳正
妖精の粉を管理する粉の番人の妖精。
クラリオン女王
声 - アンジェリカ・ヒューストン/高島雅羅
妖精たちの女王。

## スタッフ
監督ブラッドリー・レイモンド

## リリース
『ティンカー・ベルと輝く羽の秘密』のセルブルーレイのボーナストラックとして本作が収録されている。音声は日本語吹き替え版のみ。
| スタブアイコン | サブスタブ | この項目は、まだ閲覧者の調べものの参照としては役立たない、アニメに関連した書きかけの項目です。この項目を加筆・訂正などしてくださる協力者を求めています（P:アニメ/PJ:アニメ）。 |